# El Ángel de Piedra (Ecuador)
El Ángel de Piedra fue una teleserie ecuatoriana producida y emitida en 1989 por la cadena Ecuavisa, basada en la telenovela original colombiana El ángel de piedra de 1986, escrita por Julio Jimenez y dirigida por César Carmigniani. 
Protagonizada por Ricardo Williams y la presentación protagónica infantil de Christian Norris, con las actuaciones antagónicas Hernando Rojas y Rossana Iturralde.

## Sinopsis
El Ángel de Piedra narra la historia de Mateo Santini (Christian Norris), que sufre la prematura pérdida de su padre, Pedro Santini, a los 10 años. Este conflictivo drama rural en torno a la hacienda donde viven Mateo y su familia, torna un giro en su relato por los rumores que difunden en el vecindario, debido a un furtivo romance que inician la madre de Mateo, María (interpretada por Annie Rosenfield), y Aníbal (interpretado por Hernando Rojas), quien alguna vez fuese la mano derecha de su difunto esposo. Poco después, María fallece, generando una fuerte tensión psicológica en Mateo. Posteriormente, Isabel Serrano, su cruel madrastra, le roba la herencia familiar a Mateo. Este sufre maltratos y humillaciones por parte de Aníbal, por lo que solo encuentra cariño en Leocadia, su nana de nacimiento. Leocadia lo acompaña hasta su etapa adulta donde vemos a un Mateo maduro y con deseos de venganza, debido al rencor por lo vivido en su niñez. La corriente sobrenatural y de misterio que caracteriza lo fantástico de esta historia, empieza a filtrarse cuando el espíritu del padre regresa a la casa, pero toma forma solo en la mente de Mateo.

### Diferencias con la versión original
La serie original fue emitida en Colombia, el país de procedencia de su autor, Julio Jiménez, entre 1986 y 1987. La versión ecuatoriana fue transmitida entre octubre y diciembre de 1989.
En la adaptación nacional, la imagen del protagonista Mateo Santini, cuando niño, es mostrada de una manera más infantil, a diferencia de la versión original, donde se lo muestra más malicioso.
La ambientación transcurre entre los años setenta y ochenta en la parroquia de Píntag, provincia de Pichincha y en la ciudad de Quito.

## Reparto
- Ricardo Williams - Mateo Santini (adulto)
  - Christian Norris - Mateo Santini (niño)[2]
- Hernando Rojas - Aníbal Andrade [3]
- Rossana Iturralde - Isabel Serrano
- Patricia Naranjo (†) - Leocadia Malvon
- Annie Rosenfeld - María Tomasin
- Lupe Machado - Señorita Concepción Correa[4]
- Ruth Bazante - Dolores Castaño
- Fanny Moncayo - Doña Eudosia
- Gonzalo Samper (†) - Esteban Duque
- Fanny Zamudio - Ivonne Andrade (adulta)
- Carlos Clonares - Amado Andrade (adulto)
- Jaime Bonelli (†)
- Luis Montesdeoca - Pedro Santini
- Lucy Trujillo - Melissa Andrade (niña)
- Cristina Hernández - Valeria Andrade (niña)
- Ximena Álvarez - Ivonne Andrade (niña)
- Carlos Reyes - Amado Andrade (niño)
- Aldo Cassola - Pablo Malvon (niño)
- Armando Yépez - Comisario / Aplanador
- Augusto García
- Héctor Woll
- José Gómez
- Hernán Cevallos
- Ana Miranda
- María Belén Moncayo - Melissa Andrade (adulta)
- María del Pilar Palacios - Valeria Andrade (adulta)
- Alvaro Correa - Pablo Malvon (adulto)
- Luz Amparo Sierra - Cristina Martínez

## Versiones

### El Ángel de piedra
- Versión original estrenada en 1986, por la cadena colombiana Canal 1, titulada El Ángel de Piedra, protagonizada por Raquel Ercole, Álvaro Ruiz y Judy Henriquez con la participación antagónica de Miguel Varoni. A pesar de que la historia es la misma, la versión ecuatoriana fue producida a modo de miniserie, con una menor cantidad de capítulos que se emitieron los días domingos entre octubre y diciembre de 1989 a las 20h00.  En la versión ecuatoriana, la imagen del protagonista Mateo Santini, cuando niño, es mostrada de una manera más infantil, a diferencia de la versión original, donde se lo muestra más malicioso.